# Rue Chauve-Souris
La rue Chauve-Souris est une rue liégeoise qui va du carrefour de la rue du Laveu et de la Rue Mueseler à la rue Saint-Gilles dans le quartier du Laveu. 

## Description
La voirie prend rapidement la forme d'un long escalier d'une longueur d'environ 260 mètres dont le bas se situe au carrefour avec la rue Comhaire. Cet escalier coupe la rue Henri Maus à hauteur des nos 130 et 133 de cette rue pour atteindre une zone d'immeubles dépendant de la rue Saint-Gilles. La voirie redevenue une rue poursuit sa montée jusqu'au rond-point du boulevard Louis Hillier, de la rue Saint-Gilles et de la rue Saint-Laurent. L'escalier compte au total 295 marches (134 sous la rue Henri Maus et 161 au-dessus). Sous la rue Henri Maus, les marches ont une largeur d'environ 5 mètres alors que la partie haute de l'escalier (grimpant au-dessus de la rue Henri Maus dans un environnement verdoyant) ne dépasse pas 2 mètres de large.

## Odonymie
On peut supposer que le nom de cette rue vient des chauves-souris qui hantaient les galeries des mines désaffectées voisines de la rue.